# Werner Jacobs
Pour les articles homonymes, voir Jacobs.
Werner Jacobs (24 avril 1909 à Berlin - 24 janvier 1999 ou 29 janvier 1999 à Munich) est un réalisateur allemand.

## Filmographie partielle

### Montage
- 1940 : Der Feuerteufel de Luis Trenker

### Réalisation
- 1953 : Sérénade de la rue (Straßenserenade)
- 1954 : Guitares d'amour (de) (Gitarren der Liebe)
- 1955 : André et Ursula (de) (André und Ursula)
- 1956 : San Salvatore (de)
- 1956 : Santa Lucia (de)
- 1956 : L'Étudiant pauvre (de) (Der Bettelstudent)
- 1957 : Le Comte de Luxembourg (de) (Der Graf von Luxemburg)
- 1957 : Une chic fille (de) (Das einfache Mädchen)
- 1958 : Münchhausen en Afrique (Münchhausen in Afrika)
- 1959 : L'Étoile de Santa Clara (de) (Der Stern von Santa Clara)
- 1959 : J'y suis, j'y reste (de) (Hier bin ich – hier bleib ich)
- 1959 : Des larmes aux yeux (de) (Ein Sommer, den man nie vergißt)
- 1960 : L'Auberge du Cheval-Blanc (Im weißen Rößl)
- 1960 : Sérénade à deux (de) (Conny und Peter machen Musik)
- 1961 : Mariandl
- 1962 : Les Fiançailles de Mariandl (Mariandls Heimkehr)
- 1962 : La Veuve joyeuse (Die lustige Witwe)
- 1962 : La serenata (Drei Liebesbriefe aus Tirol)
- 1962 : Freddy dans les mers du Sud (de) (Freddy und das Lied der Südsee)
- 1963 : L'École des menteurs (de) (Der Musterknabe)
- 1963 : Freddy et le Nouveau Monde (de) (Heimweh nach St. Pauli)
- 1963 : … denn die Musik und die Liebe in Tirol
- 1964 : Ma fiancée est une chipeuse (de) (Hilfe, meine Braut klaut)
- 1965 : Au lit Mesdemoiselles ! (de) (… und sowas muß um 8 ins Bett)
- 1965 : Heidi
- 1965 : Tante Frieda (de) (Tante Frieda – Neue Lausbubengeschichten)
- 1966 : Le Cirque de la peur (Circus of Fear)
- 1966 : Le Village du péché (de) (Das sündige Dorf)
- 1967 : Énigme à Central Park (de) ou Un cadavre dans le parc (Der Mörderclub von Brooklyn)
- 1967 : Les Païens de Kummerow (Die Heiden von Kummerow und ihre lustigen Streiche)
- 1968 : Zur Hölle mit den Paukern (de) (Die Lümmel von der ersten Bank 1. Teil – Zur Hölle mit den Paukern)
- 1968 : Ces diables de collégiens (de) (Die Lümmel von der ersten Bank 2. Teil — Zum Teufel mit der Penne)
- 1969 : L'Orphelin à la voix d'or (Heintje – Ein Herz geht auf Reisen)
- 1969 : Hourra, l'école est en feu ! (Die Lümmel von der ersten Bank 4. Teil — Hurra, die Schule brennt!)
- 1969 : L'Oncle de Charley (de) (Charley’s Onkel)
- 1970 : Mon meilleur ami, Heintje (de) (Heintje – Mein bester Freund)
- 1970 : Les filles s'en chargent (de) (Zwanzig Mädchen und die Pauker)
- 1971 : Heintje donne l'alerte (de) ( Die Lümmel von der ersten Bank 6. Teil — Morgen fällt die Schule aus)
- 1971 : Notre Willi est extraordinaire (de) (Unser Willi ist der Beste)
- 1972 : Ma fille, ta fille... (de) (Meine Tochter – Deine Tochter)
- 1973 : Jeunes Amours et vieux rafiot (de) (Alter Kahn und junge Liebe)
- 1973 : La Classe volante (de) (Das fliegende Klassenzimmer)
- 1974 : Voyage en Forêt-Noire par chagrin d'amour (de) (Schwarzwaldfahrt aus Liebeskummer)
- 1974 : Deux Sacrés Entêtés (de) (Zwei himmlische Dickschädel)